# Oxydoras kneri
Oxydoras kneri és una espècie de peix de la família dels doràdids i de l'ordre dels siluriformes.

## Morfologia
- Els mascles poden assolir 70 cm de longitud total[1] i 9 kg de pes.[2][3]

## Alimentació
És omnívor: menja principalment insectes, crustacis, mol·luscs i d'altres invertebrats, i matèria vegetal.

## Hàbitat
És un peix d'aigua dolça i de clima tropical.

## Distribució geogràfica
Es troba a Sud-amèrica: conca del riu Paranà.